# 閉鎖神経
ヒトの閉鎖神経（へいさしんけい、英: Obturator nerve）は、腰神経叢の第2、3、4腰神経の腹側分枝から発生する。この神経は運動神経として、大腿の内転筋群を支配し、大腿内側の感覚を支配する。

## 構造
閉鎖神経、L2、L3、L4脊髄神経根の腹側部分を起始とする。大腰筋の線維に沿って下降し、その内側縁、骨盤分界線近傍で骨盤内に出る。その後、総腸骨動脈の後方を下行して、内腸骨動脈および静脈の外側を通り、小骨盤の側壁に沿って、閉鎖動脈・静脈の前上方を通り、閉鎖孔の上部に至る。
ここで閉鎖神経は、閉鎖管を通って骨盤外に出て前枝と後枝に分かれるが、これらの枝は、最初は外閉鎖筋の線維の一部によって、下は短内転筋によって分離される。
副閉鎖神経は、一般人口の約8％～29％に存在する可能性がある。

### 分枝
- 閉鎖神経前枝（英語版）
- 閉鎖神経後枝（英語版）
- 閉鎖神経皮枝（英語版）

## 機能
この神経は、大腿内側の皮膚の感覚神経支配を担っている。
この神経はまた、下肢の内転筋（外閉鎖筋、長内転筋、短内転筋、大内転筋、薄筋）および恥骨筋の運動神経支配を担っている。名称は類似しているが、内閉鎖筋の神経支配を担っていないことは注目に値する。

## 臨床的意義
膝の手術や尿路の手術の際に、他の麻酔法と併用して閉鎖神経ブロックが行われることがある。

## 画像

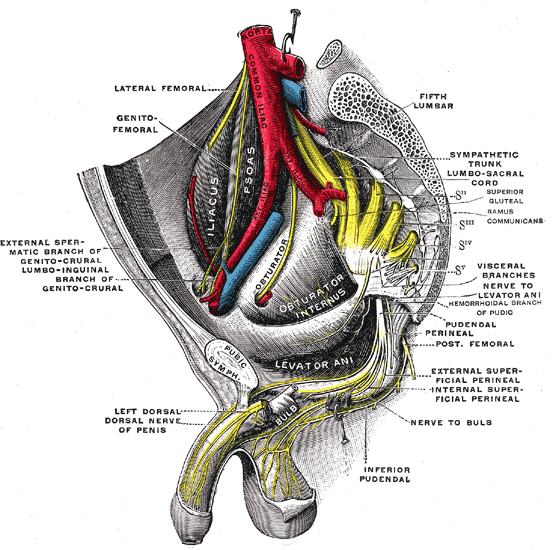
右側の仙骨神経叢。閉鎖神経（obturator)  は画像中央を上から下に向かい、閉鎖管に入る。
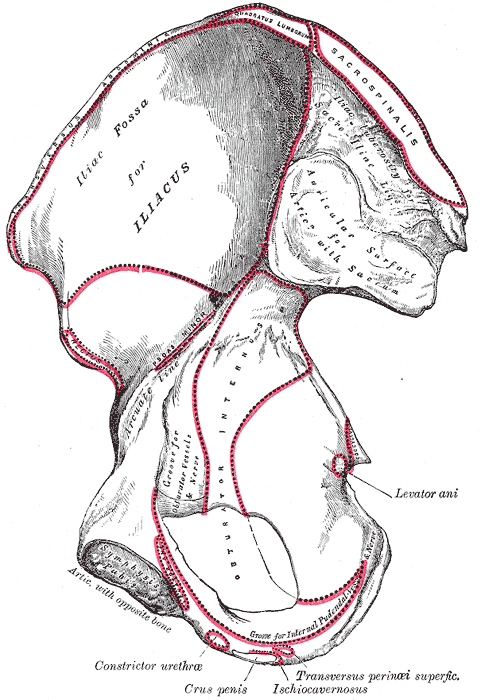
右側の寛骨を内側から。
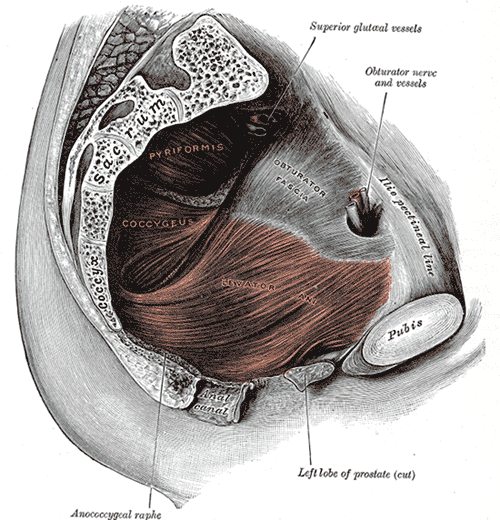
左側の肛門挙筋を内側から見た図。画像右側の閉鎖管を閉鎖神経と閉鎖動静脈が通る。
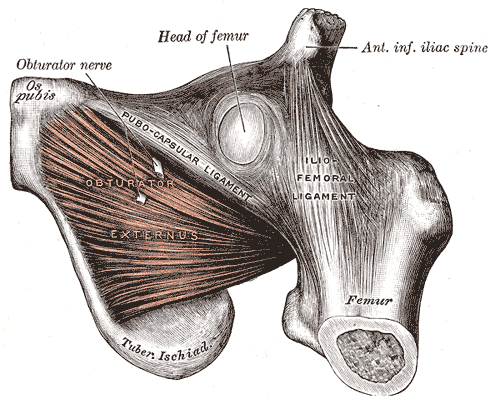
閉鎖神経（Obturator nerve）は外閉鎖筋を貫いて上から下に走行している。
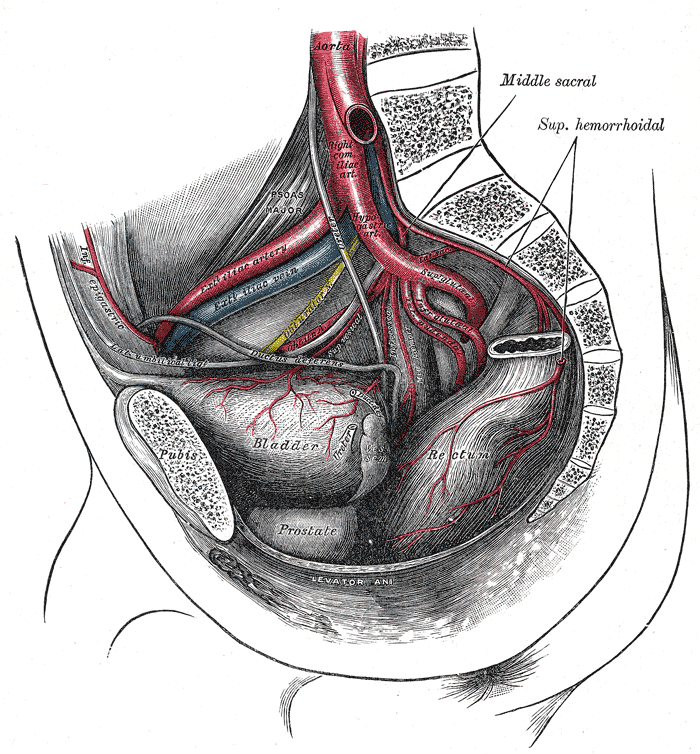
骨盤の動脈。閉鎖神経は黄色で示されている。閉鎖神経は骨盤内で外腸骨動脈、外腸骨静脈、閉鎖動脈の間を走行する。
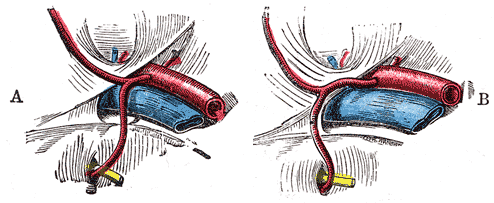
閉鎖動脈（英語版）の走行と変異。閉鎖神経と共に閉鎖管に入って骨盤外に出る[7]。
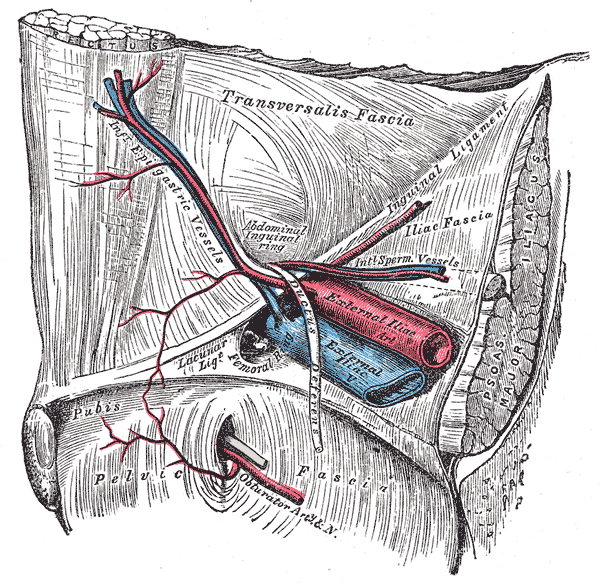
腹腔内から見た右側の大腿輪と閉鎖管の位置関係。閉鎖神経と閉鎖動脈が通る閉鎖管は大腿輪の左下にある。
腰神経叢。閉鎖神経（Obturator）は第2－4腰神経の分枝より成る。副閉鎖神経（Accessary obturator）は第3－4腰神経由来。
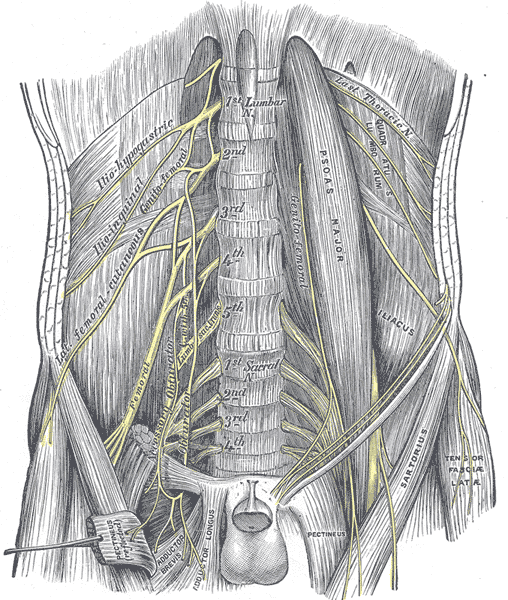
腰神経叢とその分岐。閉鎖神経（Obturator）はL2レベルから分岐して椎体に沿って下向きに走行している。
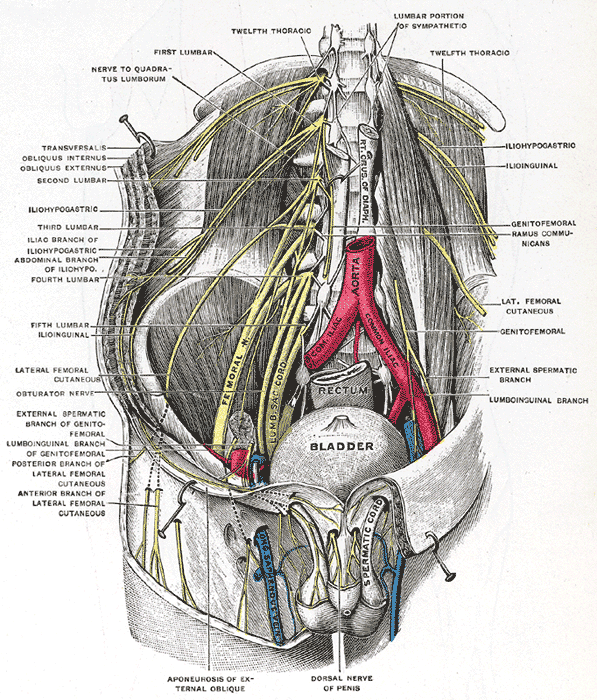
腰神経叢の深部解剖と浅部解剖。左側に閉鎖神経（OBTURATOR NERVE）が見える。
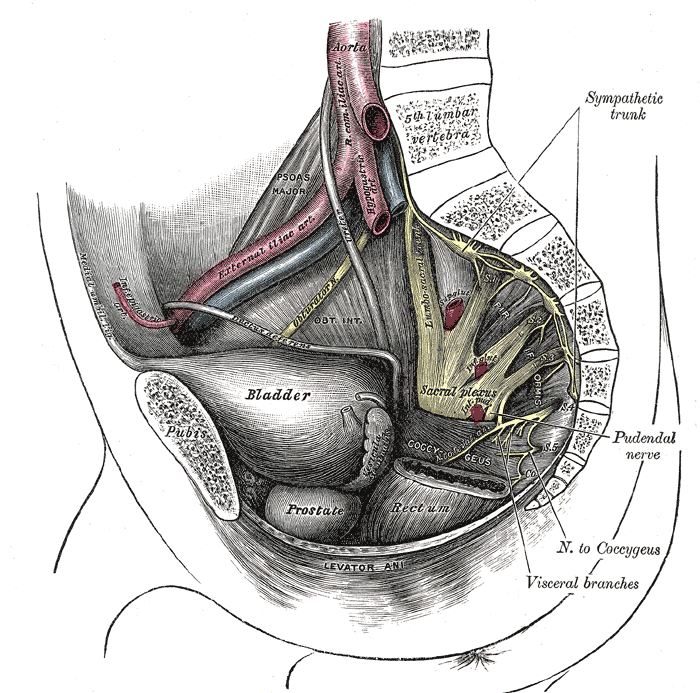
骨盤内側壁の深部解剖。閉鎖神経（Obturator）は図の中央を右上から左下に向かっている。向かって右側に仙骨神経叢。
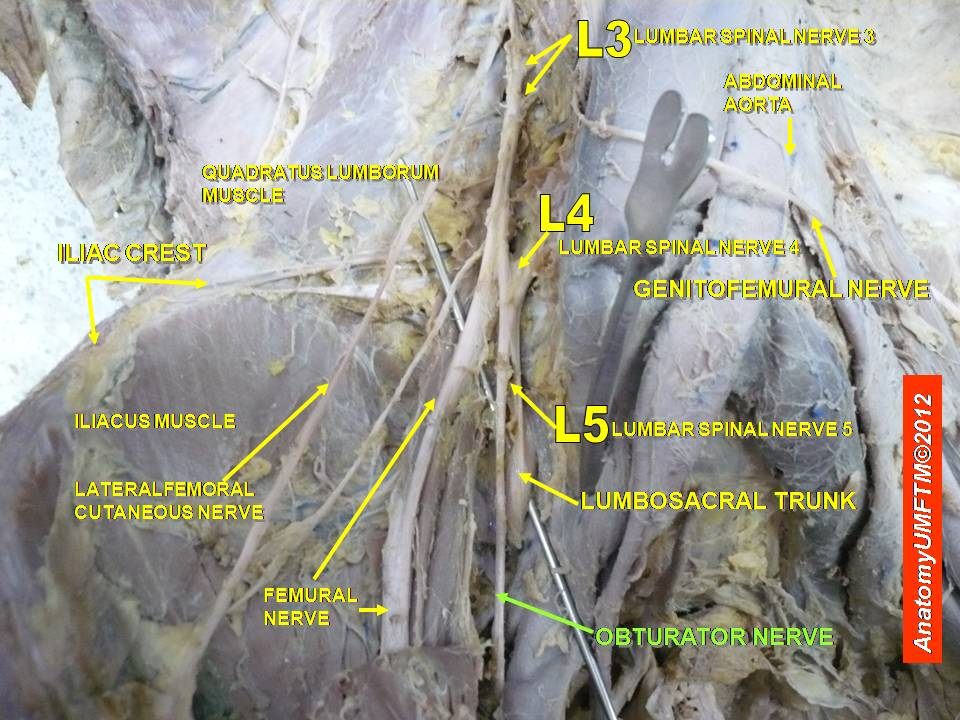
閉鎖神経。画像中央下、緑色で示されている。
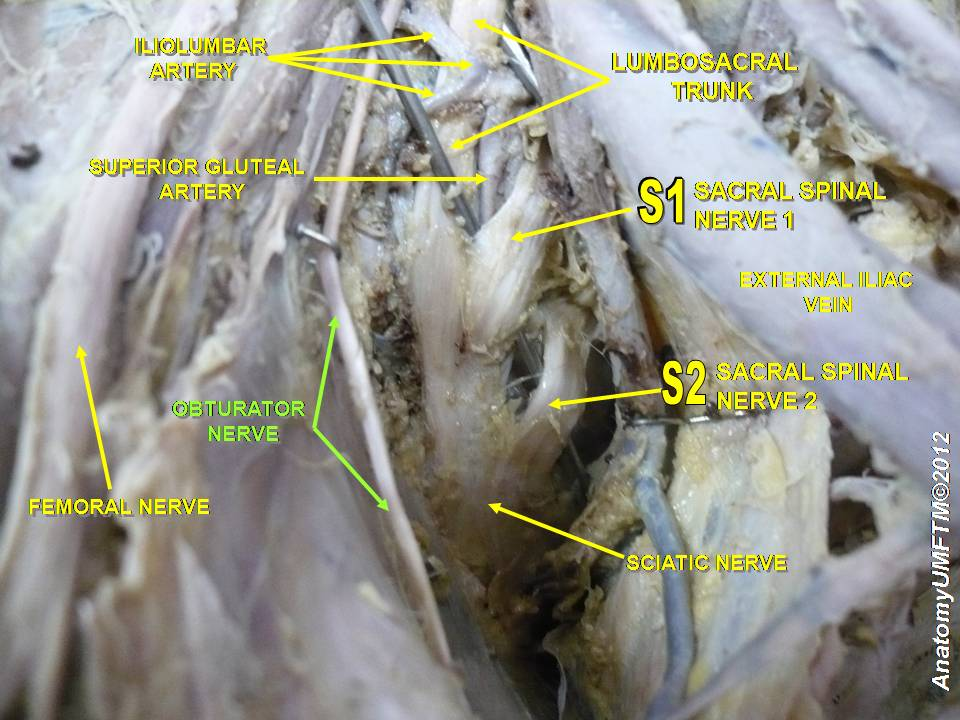
閉鎖神経（緑色）は、大腿神経（FEMORAL NERVE、左）や坐骨神経（SCIATIC　NERVE、右）に比べて細い。
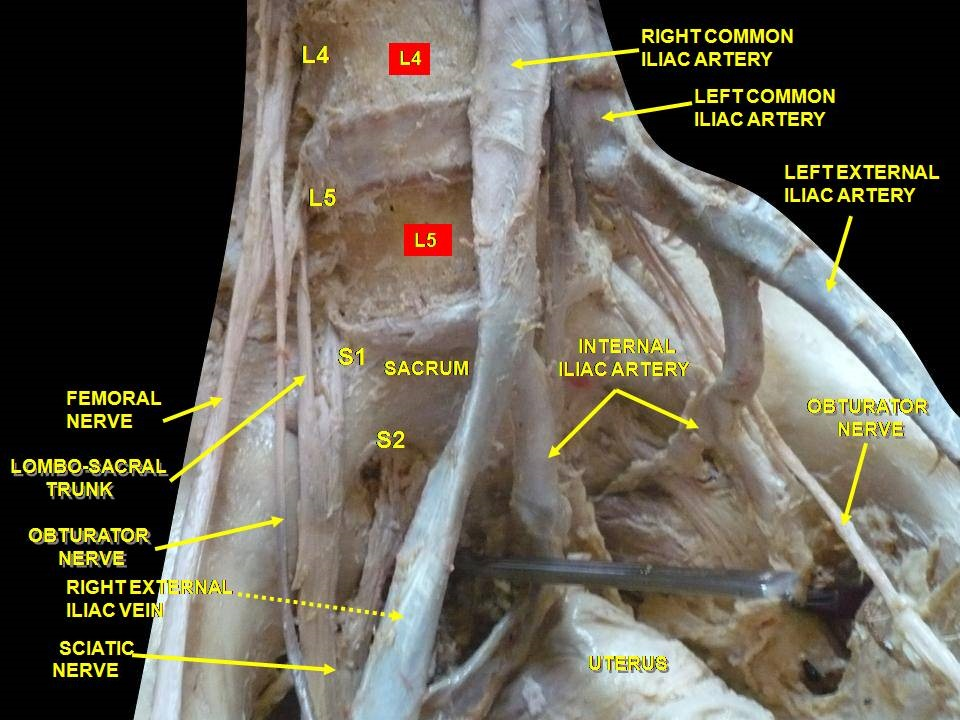
骨盤内の深部解剖。左側では閉鎖神経が大腿神経と坐骨神経の間を下行し、右側では外腸骨動脈の内側を下行することが示されている。
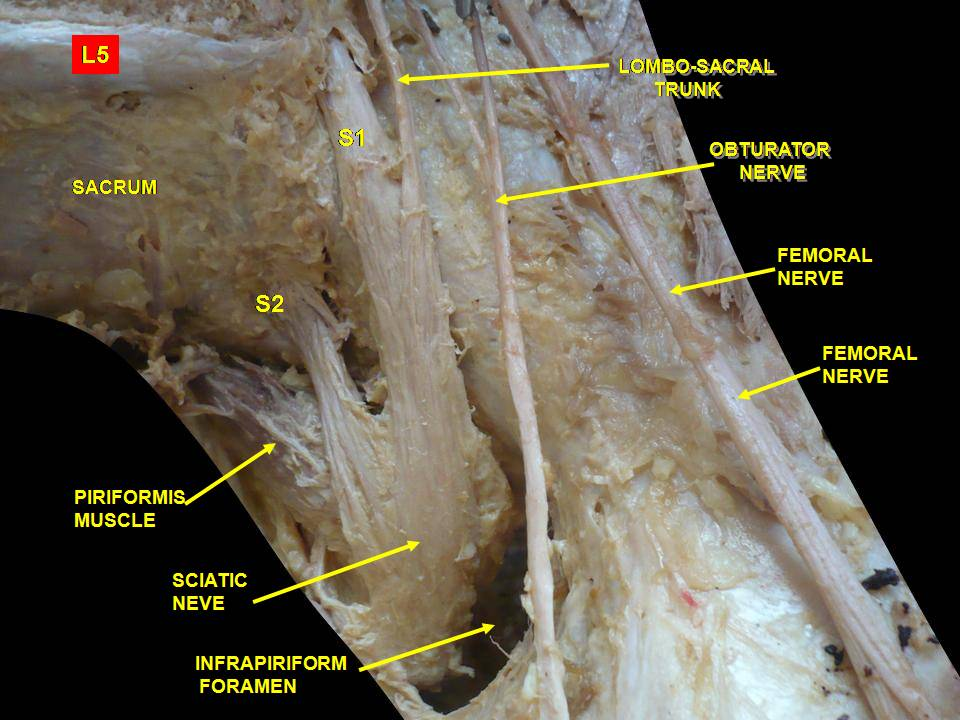
腰神経叢と仙骨神経叢の深部解剖、前方から

## 関連文献
- Reg Anesth Pain Med. 2009;34:33-9 - 閉鎖神経の解剖
- Biomed Res Int. 2017;2017:7023750 - 超音波ガイド下神経ブロック法のまとめ
- Reg Anesth Pain Med. 2017;42:357-61 - 近位法による閉鎖神経ブロックの薬液の広がりについて（解剖体）
- J Anesth. 2022;36:383-9 - 閉鎖神経ブロックの薬液の広がりについて（生体）